# 오민혁 (모델)
오민혁(吳玟革, 1982년 6월 6일 ~ )은 대한민국의 전 레이싱 모델, 뮤지컬 배우이며 서울예술대학 연극학과를 졸업하였다.

## 경력
2007년 서울모터쇼 아우디 레이싱 모델
2011년 서울모터쇼 르노삼성자동차 레이싱 모델